# Alfred Gierer

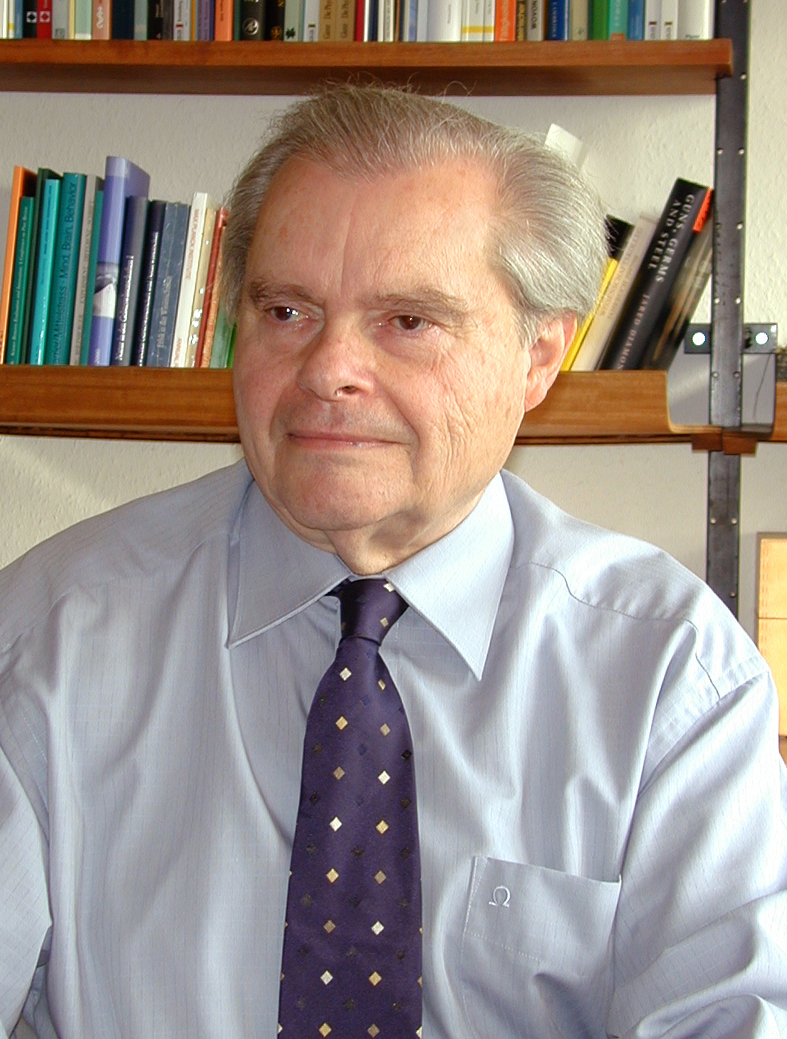
Alfred Gierer (2003)

Alfred Gierer (* 15. April 1929 in Berlin) ist ein deutscher Physiker, Professor und Direktor (Emeritus) am Max-Planck-Institut für Entwicklungsbiologie in Tübingen, der sich auf Biologie (unter anderem Erforschung des Tabakmosaikvirus TMV), Biophysik, Geschichte und Philosophie der Naturwissenschaften spezialisiert hat.

## Leben
Als Kind lebte er in Shanghai, wo sein Vater arbeitete. Er studierte Physik in Göttingen. Im Jahre 1953 promovierte er in Göttingen am Max-Planck-Institut für Physik über ein Thema aus der theoretischen Chemie.
Im Jahre 1953 war es nach dem Krieg erstmals wieder für deutsche Postdoktoranden möglich, in den USA zu forschen. Gierer erhielt ein Fulbright-Stipendium und arbeitete am MIT über Enzymkinetik. Mit Hans Meinhardt forschte er an der Musterbildung in der Biologie und entwickelte mit ihm das Modell für den Aktivator-Inhibitor. 1958 folgte die Habilitation in Tübingen. Später widmete er sich vor allem philosophischen Fragestellungen, so zog er z. B. Vergleiche zwischen technologischem Fortschritt und biologischer Evolution.
Im Jahre 1964 wurde Gierer zum Mitglied der Leopoldina gewählt, im Jahr 2005 erhielt er die Cothenius-Medaille der Leopoldina.

## Werke
- Die Physik, das Leben und die Seele. Piper, München 1985 (Neuformatierung)
- Die gedachte Natur. München 1991 (Neuformatierung)
- Die Rolle der Wissenschaft in der Politik und die Rolle der Politik in der Wissenschaft. München 1991
- Im Spiegel der Natur erkennen wir uns selbst – Wissenschaft und Menschenbild. Rowohlt, Reinbek 1998 (Neuformatierung)
- Naturwissenschaft und Menschenbild – Offen für verschiedene Interpretationen der Welt. In: Wie entstehen neue Qualitäten in komplexen Systemen? 50 Jahre Max-Planck-Gesellschaft, 1948–1998. Dokumentation des Symposiums zum 50jährigen Gründungsjubiläum der Max-Planck-Gesellschaft am 18. Dezember 1998 in Berlin.  Vandenhoeck & Ruprecht, Göttingen 2000, S. 105–115, ISBN 3-525-85938-4  (online hier)
- Biologie, Menschenbild und die knappe Ressource Gemeinsinn.  Forschungsberichte der interdisziplinären Arbeitsgruppe „Gemeinwohl und Gemeinsinn“ der Berlin-Brandenburgischen Akademie der Wissenschaften IV. Akademie-Verlag, Berlin 2002, S. 19–36, ISBN 3-05-003679-6 (online hier)
- Willensfreiheit aus neurowissenschaftlicher und theologiegeschichtlicher Perspektive – Ein erkenntniskritischer Vergleich. Preprint Max-Planck-Institut für Wissenschaftsgeschichte 285 (2005) 1–17
- Bewusstseinsnahe Hirnforschung und das Gehirn-Geist-Problem. In: Neurowissenschaften und Menschenbild Mentis, Paderborn 2005 S. 139–149, ISBN 3-89785-386-8 (online hier)